# クロナム
クロナム（英: Kronum）は、4つのゴールが置かれた円形のコートで行い、ボールのポゼッションからいずれかのゴールへシュートを狙って得点数を競う競技・球技。

## 概要
2006年にアメリカ合衆国のペンシルベニア州のビル・ギブソンが発案し、2008年にスペインで誕生した。クロナムボールとも呼ばれる。

## ルール
選手は各チームで10人まで参加することが可能である。
接触プレーも可能であるため、通常の球技よりも自由度が高い。クラウンリングと呼ばれる穴にゴールを決めたり、離れた場所からゴールを決めたりすると得点が高くなる。